# Biernów
Biernów (deutsch Quisbernow) ist ein Dorf in Polen, das zur Landgemeinde Rąbino (Groß Rambin) im Powiat Świdwiński in der Woiwodschaft Westpommern gehört. 18 Kilometer südlich von Białogard (Belgard) und acht Kilometer nördlich von Połczyn-Zdrój (Bad Polzin) liegt es auf einer hügeligen Hochebene am Bachlauf der Bukowa (Buckow).

## Ort
Das kleine pommersche Dorf Quisbernow mit seinem südlich gelegenen Vorwerk Birkhof gehörte bis 1945 zum Kreis Belgard. Urkundlich wird es im Jahre 1493 zum ersten Male erwähnt und zunächst mit dem Namen Quißbenow, später auch Quispenau genannt. Im Frühjahr 1930 fand man in der Feldmark Scherben alter Tongefäße, die auf eine frühe Besiedlung in der Zeit um Christi Geburt hindeuten. 

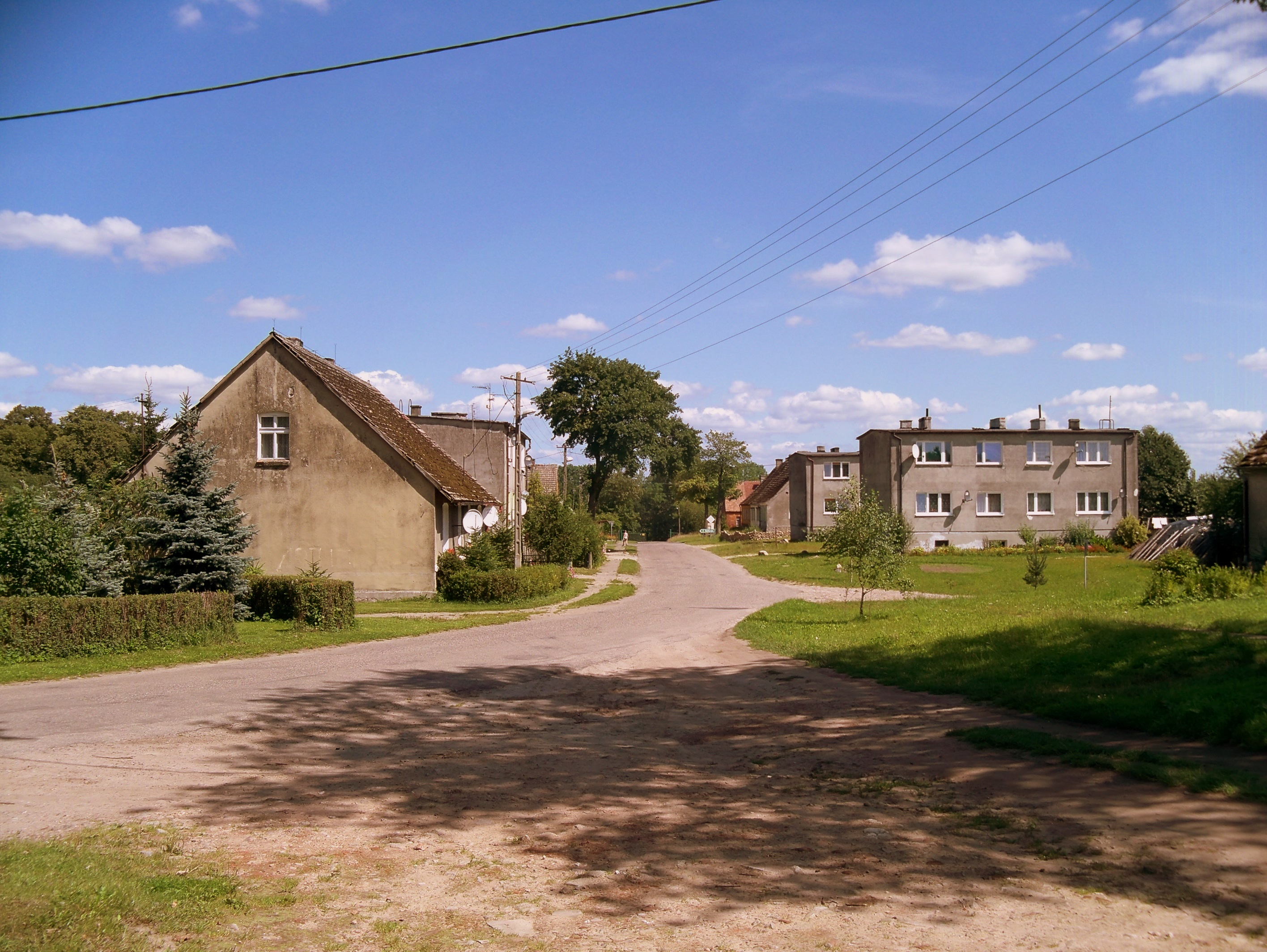
Ortsansicht von Biernów

Im Jahre 1628 ist der Ort ein Lehen derer von Manteuffel zu Arnhausen (heute polnisch: Lipie), später werden auch die Familien von Zozenow, von Krockow und von Glasenapp (1666) als Besitzer genannt. Seit 1830 wurden Bauernhöfe angesiedelt und das Gut 1861 an die Familie Malue verkauft, die bis 1945 Eigentümerin war. 
Im Jahre 1867 werden für Quisbernow und Birkhof 154 Einwohner in 10 Wohnhäusern gezählt. 1939 lebten 231 Menschen in 55 Haushaltungen in der ländlich strukturierten Gemeinde. Zum Gutsbetrieb gehörte eine Brennerei. Das Handwerk war durch eine Schmiede sowie eine Stellmacherei vertreten. Die Gemeinde Quisbernow (letzter Bürgermeister: Walter Henning) gehörte zum Amtsbezirk Ballenberg (Biała Góra) (letzter Amtsvorsteher: Georg Gebhardt aus Zwirnitz (Świerznica)), zum Standesamt Wusterbarth (Ostre Bardo) und zum Amtsgerichtsbezirk Bad Polzin (Połczyn-Zdrój). 
Anfang März 1945 wurden einige Gebäude durch Beschuss der Roten Armee zerstört oder in Brand gesteckt. Die einheimische Bevölkerung wurde vertrieben, nachdem der Ort Polen zugeordnet worden war. Heute ist Biernów ein Ortsteil der Gmina Rąbino und verkehrsmäßig durch die Woiwodschaftsstraße Nr. 163 Białogard – Połczyn-Zdrój bzw. die Bahnlinie Nr. 202 (Stettin – Köslin – Danzig) der PKP (Bahnstation: Rąbino 7 Kilometer) erschlossen.

## Kirche

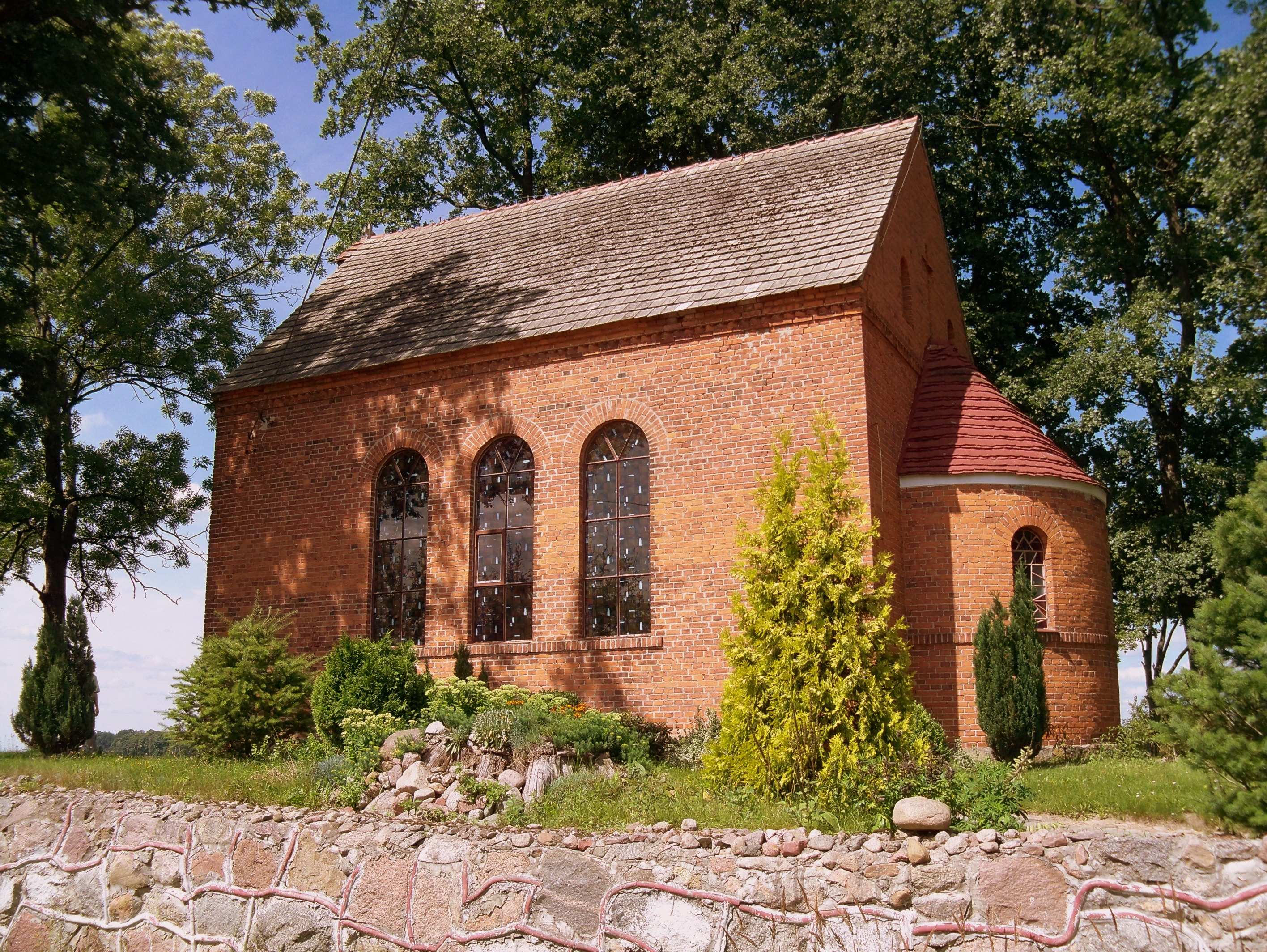
Die Kirche Biernów im Jahre 2011

In der urkundlichen Ersterwähnung von 1493 wird für Quisbernow die Kirche als eine Filiale von Lutzig genannt. Das Gotteshaus wurde im Jahre 1860 aufwendig restauriert. Bis 1945 gehörte der Ort dann als Tochtergemeinde zum Kirchspiel Wusterbarth im Kirchenkreis Belgard in der Kirchenprovinz Pommern der evangelischen Kirche der Altpreußischen Union. 1940 lebten hier 270 Gemeindeglieder. Das Kirchenpatronat hatte Rittergutsbesitzer Malue inne. Letzter deutscher Pfarrer war Arno Kopisch, der seit 1939 das Kirchspiel betreute. 
Heute liegt Biernów in der Parafia (Parochie) Koszalin (Köslin) der Diecezja Pomorsko-Wielkopolska (Diözese Pommern-Großpolen) – mit Sitz in Sopot (Zoppot) – der Kościół Ewangelicko-Augsburski (Luterański) w Polsce (Evangelisch-Augsburgische (lutherische) Kirche in Polen).